# Ratchet and Clank: A Crack in Time
 (septembre 2017).
Si vous disposez d'ouvrages ou d'articles de référence ou si vous connaissez des sites web de qualité traitant du thème abordé ici, merci de compléter l'article en donnant les références utiles à sa vérifiabilité et en les liant à la section « Notes et références ».
 (avril 2021).
Ratchet and Clank: A Crack in Time, connu sous le nom de Ratchet and Clank FUTURE 2 (ラチェット&クランク FUTURE2) au Japon, est un jeu vidéo d'action-aventure  développé par Insomniac Games et édité par Sony Computer Entertainment, sorti sur PlayStation 3 en Amérique du Nord, le 27 octobre 2009, puis les jours qui suivent en Europe, puis au Japon. Épisode de la série Ratchet and Clank, il s'agit aussi bien de la suite de Ratchet and Clank : Opération Destruction et de Ratchet and Clank: Quest for Booty.

## Trame

### Histoire
Comme on le découvre à la fin de Quest for Booty, Clank a été enlevé par le diabolique docteur Néfarious, ennemi déjà battu dans Ratchet and Clank 3 qui était expédié sur un astéroïde. On découvre que le docteur essaye de pénétrer dans une pièce de la Grande Horloge nommée « La Chambre D'Orvus ». Les Zonis s'y opposent farouchement et le docteur expulse la plupart d'entre eux avec « Le brouilleur de cervelle hypersonique » un robot qui émet des ondes soniques si puissantes qu'elles peuvent détruire des matériaux s'y on s'approche trop près d'eux. La population Zoni se verra réduite à 40 et se trouve très loin et isolée de son chez soi. Seulement voilà, la salle où le docteur a allumé sa machine est la même où est retenue Clank. Une panne d'électricité due à la machine du docteur éteint les lumières de la pièce. Clank se libère de la machine et s'enfuit dans la Grande Horloge grâce à Sigmund (le gardien de l'Horloge).
Ratchet séparé de son compagnon Robotique va tout faire pour retrouver Clank. Mais voilà, son acolyte du moment n'est autre que le Capitaine Qwark (faux héros). Ratchet va se faire un allié qui va l'aider à résoudre l'énigme sur la grande Horloge. En même temps dans la Grande Horloge, Clank est sur le point d'apprendre un secret qui pourrait séparer les deux amis à jamais.

## Système de jeu
Dans ce nouvel opus, le jeu a certaines améliorations, telles que de nouvelles armes allant de la nouvelle Super Clé Millénium 12 jusqu'au T.E.L.T. V (T'Éclater La Tronche) qui tire des salves de tirs destructeurs ainsi que des connues (comme le Discozigzag). De nouveaux éléments ont également été ajoutés :
- Pouvoir manier Clank (qui à la possibilité désormais de contrôler le temps grâce aux boules temporelles pour ralentir celui-ci). Cela donne également lieu à des casse-têtes à résoudre ;
- Voyager dans l'espace en utilisant l'Aphelion afin de visiter des mini-planètes pour retrouver les Zonis ;
- Les hoverbottes sont aussi un élément fondamental du jeu. Elles permettent de se déplacer plus rapidement et pour faire des phases de plates-formes.

## Bande-son

### Voix originales
- James Arnold Taylor : Ratchet
- David Kaye : Clank
- Joey d'Auria : général Alister Azimuth
- Jim Ward : capitaine Qwark
- Armin Shimerman : Dr Nefarious
- Michael Bell : Lawrence

### Voix françaises
- Cyrille Artaux et Mark Lesser : Ratchet
- Martial Le Minoux et Éric Legrand : Clank / Lord Vorselon[Note 1]
- Frédéric Cerdal : général Alister Azimuth
- Hervé Caradec : capitaine Qwark
- Philippe Peythieu : Dr Nefarious
- Mathias Kozlowski : Lawrence
- Yann Pichon : Sigmung

 Note : en raison de problèmes de planning lors de l'enregistrement de la version française, Mark Lesser et Éric Legrand remplacent Cyrille Artaux et Martial Le Minoux en tant que match voices pour certaines répliques de Ratchet et Clank.

## Accueil

### Critiques
Ratchet and Clank: A Crack in Time reçoit un accueil très favorable de la part de la presse spécialisée, comme l'atteste Metacritic qui lui donne un score de 87 % en agrégant un total de 85 notes. Aussi, quelques critiques donne au jeu la note maximale tel que 1UP. À l'inverse, les notes les plus basses correspondent à l'équivalent d'un 7 sur 10, comme c'est le cas pour Gamekult, Eurogamer ou Edge.

### Ventes
Depuis la sortie du jeu en novembre 2009, les ventes cumulent à près de 1,9 million d'exemplaires dans le monde, dont 1,05 million de copies en Amérique du Nord, 550 000 en Europe et 30 000 au Japon selon le site web VG Chartz, aux méthodes de calcul controversées.
Ces ventes ont permis au jeu d'entrer dans la gamme Platinum de Sony, qui est réservée aux jeux ayant réalisé les meilleures ventes[réf. souhaitée].

## Postérité
Deux spin-offs nommés Ratchet and Clank : All 4 One et Ratchet and Clank : Q-Force sont sortis respectivement en 2011 et 2012 sur PlayStation 3, développés par le studio mère Insomniac Games. Un dernier opus, revenant aux racines de la série et nommé Ratchet and Clank: Nexus, est sorti en novembre 2013, lequel conclu l'ère PlayStation 3 de la saga.